# 大塚製薬サッカー部
大塚製薬サッカー部（おおつかせいやくサッカーぶ）は、かつて存在した日本のサッカークラブ。大塚製薬のサッカー部として1955年に創部した。1994年から1998年までは「大塚FCヴォルティス徳島」と呼称していた。日本プロサッカーリーグ（Jリーグ）加盟の徳島ヴォルティスの前身となったクラブである。

## 歴史

### 四国リーグ・JSL2部
1955年に大塚製薬のサッカー部として創設。1971年に全国社会人サッカー選手権大会に初めて出場したが、1回戦で藤和不動産サッカー部（現：湘南ベルマーレ）に0-3で敗れた。なお、1973年大会の新日鐵室蘭戦で全社初勝利を挙げた。また、1973年の第53回天皇杯全日本サッカー選手権大会に出場し、1回戦で大阪経済大学を破り天皇杯初出場で初勝利を挙げた。1977年に開始された四国サッカーリーグに第1回から参加。1985年に徳島県リーグに降格した。
1988年、大塚明彦本社社長の意向もあり、それまでのサッカー部とは性質の異なる本格的な企業サッカーチームとしての新生大塚製薬サッカー部が新設された。リーグ規約に則れば新生サッカー部は徳島県社会人リーグ3部からの参加になるはずだったが、旧サッカー部と入れ替わる形で1部リーグからスタートを切った。日産から引き抜いた山出邦男監督の下で1989年には四国リーグへ復帰して4度目のリーグ優勝を果たし、その年の全国地域サッカーリーグ決勝大会で準優勝の成績を残して、1990年より日本サッカーリーグ（JSL）2部へ昇格した。1992年に発足したジャパンフットボールリーグ（旧JFL）1部へ参加した。1993年にリーグ戦を開始するため全国から参加チームを募っていた日本プロサッカーリーグ（Jリーグ）へは参加しなかった。

### Jリーグ参加構想と断念
1993年9月、徳島県に四国から初めてのJリーグチームを誘致するために民間の有志が市民団体を結成し、徳島県サッカー協会が主体となって約24万人の署名を集めた。
1993年12月、市民団体や県サッカー協会、徳島県、徳島市、鳴門市から構成される誘致検討委員会が発足し、プロクラブのホームスタジアムとして名西郡石井町の県所有地に徳島県営のサッカー・ラグビー専用競技場を新規に建設するとの検討結果を決定した。
1994年3月、徳島県と石井町、大塚製薬は大塚製薬サッカー部を母体としてプロクラブを発足させることで合意し、5月に出資・協賛金を集めるための推進協議会が設置された。
徳島の新チーム計画でも年間運営費20億円以上、補填が必要な赤字額は年6-7億円と見込まれていた。この多額の出費に対する疑問が生まれ始め、大塚製薬元会長・大塚正士の強硬な反対が決め手となって、同年9月13日に準会員申請を断念。推進協議会も運営会社の設立を断念した。また、上記のスタジアムの建設構想も立ち消えとなった。

### 大塚FCヴォルティス徳島

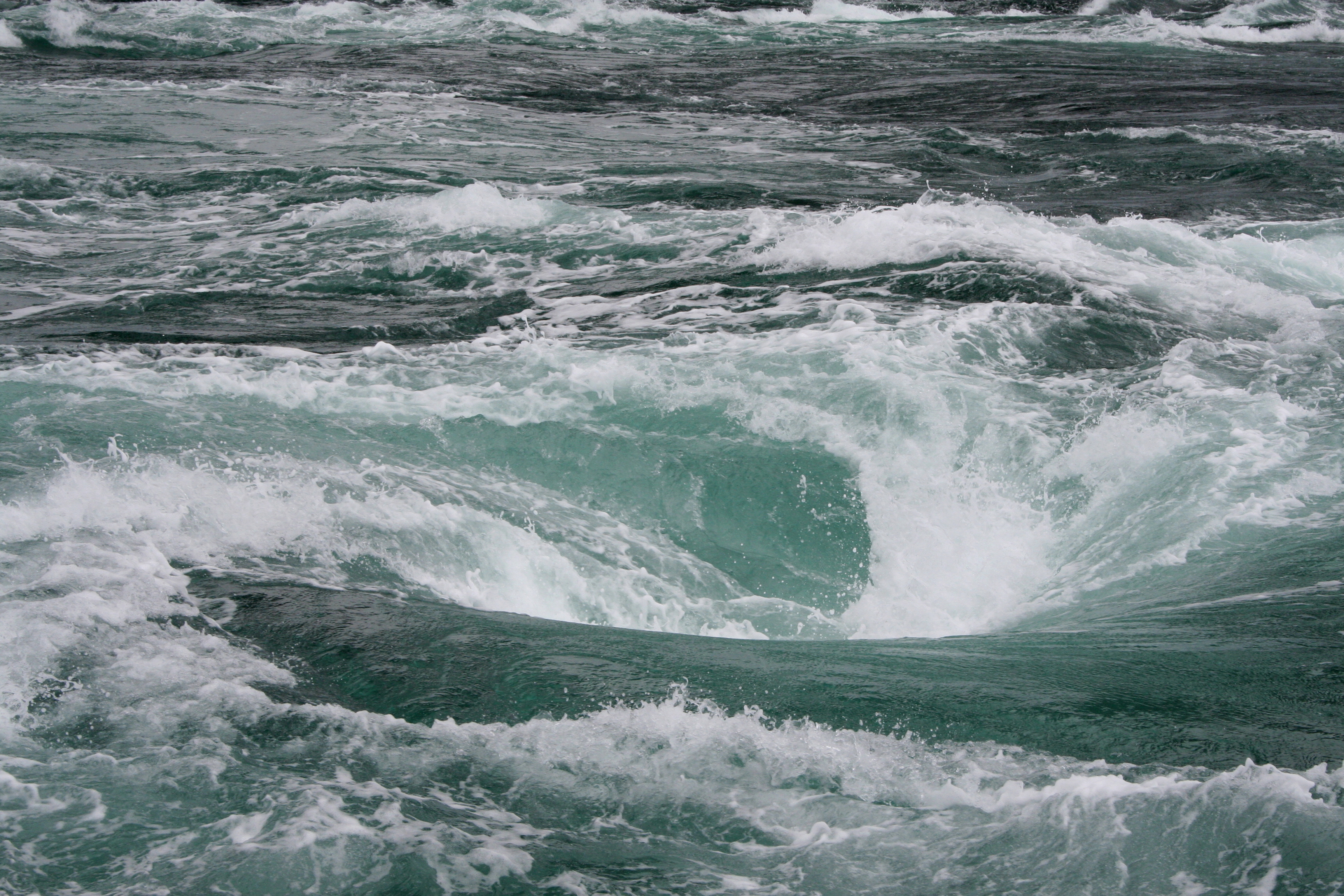
鳴門の渦潮

1995年、大塚製薬サッカー部は従来の体制のまま、「大塚FCヴォルティス徳島」という愛称で活動する事になった。ヴォルティスとは古くから有名な鳴門海峡の渦潮からヒントを得たもので、イタリア語で「渦」のヴォルティチェ(VORTICE)に、T-土佐（高知県）、I-伊予（愛媛県）、S-讃岐（香川県）と四国各地の旧国名を絡ませ、四国を代表しようとする姿勢を表現したものと説明された。このチーム名は、Jリーグ加盟を前提として1994年に市民からの公募で選ばれたものである。
1998年、翌年に創設されるJリーグ ディビジョン2(J2)への参加チームが発表されたが、大塚FCはこのJリーグ拡大に参加しなかった。一方、J2創設により消滅する予定だったJFLだが、アマチュアの全国リーグ存続を求める本田技研の要望を入れて1999年から「日本フットボールリーグ」（JFL）が発足し、大塚FCもJFLへ参加した。
なお、当時はブラジル人選手はプロ契約を結び、日本人選手はプロ選手と大塚製薬社員のアマチュア選手が混在していたが、Jリーグへの道が見えなくなった平岡靖成や土居義典はプロクラブへ移籍した。
1994年の天皇杯でジュビロ磐田、1996年の天皇杯で横浜マリノスにそれぞれ勝利した。
1998年12月12日、大塚FCは第78回天皇杯3回戦で横浜Mへの吸収合併が決まっていた横浜フリューゲルスに敗れた。これは「ヴォルティス徳島」の名前で臨む最後の試合となり、ゴールを決めたMFアウミールとFW磯山和司は、それぞれJ2のFC東京と大宮アルディージャへ移籍した。

### 日本フットボールリーグ
1999年、大塚FCは大塚製薬サッカー部に登録チーム名を戻し、同じようにプロ化を断念した本田技研工業サッカー部（現・Honda FC）同様、Jリーグ参入を目指すクラブチームに対峙する実業団チームとして数年を過ごすこととなる。この年は旧JFLからJ2に参加しなかったアマチュアチームなどで結成されたJFLに参戦して6位となった。また、同年の第35回全国社会人サッカー選手権大会にも出場したが1回戦で敗退した。
2002年の第4回JFLでは17試合10勝7分というリーグ無敗記録を作ったが、3位に終わり、Honda FCのリーグ優勝を許した。第82回天皇杯3回戦で名古屋グランパスエイトに敗退したのが、この年の公式戦で唯一の黒星だった。なお、この年には土居義典が復帰し、プロ選手として最後のシーズンを過ごした（翌年アマチュアとして移籍）。
2003年、大塚製薬はJFL初制覇に挑んだ。勝ち点差5の首位で迎えた後期第14節は2位のHonda FCとアウェーのホンダ都田サッカー場で対戦し、3-3で引き分け、残り1試合を残してJFL初優勝を達成した。シーズン中である8月に開催されたプレシーズンマッチでは中村俊輔が所属（当時）するセリエAレッジーナ・カルチョを迎え、中村に先制ゴールを奪われるも4-2で勝利した。第83回天皇杯は1回戦、2回戦を大勝し、3回戦は一昨年に0-5と大敗を喫した相手ジェフユナイテッド市原に再び挑むもこの年も0-5の大敗。なお、この年限りで大塚製薬のエースとして活躍してきた関口隆男が引退した。

### 再度のJリーグ参加構想
一方、徳島県サッカー協会は県内トップチームの強化の必要性を痛感し、もし大塚製薬にその意思がないならば自前でクラブを作ってJリーグを目指そうと決断し、2002年に徳島FCカバロス2002を発足した。最下層の徳島県リーグ3部B（J1から数えると7部相当）からのスタートとなったが、県協会のバックアップで早期の昇格を目指しており、毎年昇格が叶えば2008年にJ2へたどり着ける計算だった。
2003年4月、徳島県の知事に就任した飯泉嘉門は、選挙公約に「徳島にJリーグクラブを作る」という一項目があり、徳島県サッカー協会によるプロチーム設立についての公開質問に対しても、慎重な態度であった前知事の大田正に対して、飯泉は「徳島県のプロジェクトとして実現させる」と答えた。
当選後、飯泉はその公約通りにJリーグクラブの創設へと精力的に取り組み始め、県庁内にプロジェクトチームを組織し、自らも大塚製薬や徳島県サッカー協会との交渉を始め、検討の結果、新チームの母体は大塚製薬サッカー部とし、本拠地は鳴門陸上競技場の小規模改修で予算を抑えるという案になった。
徳島県の方針に対し、選挙で飯泉を支援した大塚製薬はサッカー部の譲渡を認めた。さらに大塚製薬は新会社へ出資するとともに新チームのユニフォームの胸スポンサーとして4億円の年間運営費の多くを負担し、グループ内の各企業もこれにならう事などが決まった。しかし新チームは県民チームであり、運営会社は大塚グループから外す事、練習拠点は徳島県が早期に整備して大塚製薬所有のグラウンドから移転することなどが定められた。林威宏、大場啓、片岡功二などの大塚製薬の社員選手はJ2参加後に大塚製薬の出向社員として2シーズンの猶予が与えられた後、サッカーを引退して社業に専念するか、大塚製薬を退社してプロ契約を結ぶかのどちらかを選ぶ事になった。
一方で、徳島県サッカー協会は飯泉の構想に当初抵抗したが、カバロスを新チームの下部組織に移管する事で合意した。さらに、焦点となっていた新チームの名称も「ヴォルティス」の復活を認めた。ただし、今回は「徳島」を愛称の前に付け、"tis"と徳島以外の四国3県を関係づける意味を除去する（愛媛県では同じJFLに所属する愛媛FCがJリーグ昇格に向けて活動中だった）などの手直しが行われ、2004年7月に新チーム名「徳島ヴォルティス」が発表され、9月に運営法人・株式会社徳島ヴォルティスが設立された。

### 2004年シーズン
第6回日本フットボールリーグは、後期第6節まで18勝3分、前年からの無敗記録を33試合に伸ばし（補足3.）、独走態勢を築いた。リーグ戦が中断した8月にはサウジアラビアでの国際親善大会、「アブゥドラ・アルファイサル・プリンスカップ」に田中監督と4人の選手が参加した。後期第10節、10月24日に豊田市運動公園陸上競技場で行われたデンソー戦で11-0で圧勝した段階で、Jリーグ ディビジョン2（J2）参入の成績面での条件である2位以内を確定させた。
11月21日にHonda FCを破り、横浜FC（1999年-2000年）、Honda FC（2001年-2002年）に次ぐ史上3チーム目のJFL2連覇を達成した。
12月6日、Jリーグ理事会で大塚製薬サッカー部のJ2参入が承認され、四国初のJリーグクラブが誕生した。JFLで21ゴールを挙げて得点王になった林が最優秀選手に選ばれ、得点ランク2位（20得点）の大島康明とベストイレブンでFWの2人を独占した。他にも田中が最優秀監督、ベストイレブンにはDFで谷池洋平と石川裕司、MFで片岡と筒井紀章の計6人が選ばれた。
当初単独チームでJリーグ入りを目指していた「徳島FCカバロス2002」は徳島ヴォルティスに移譲し、第1種のアマチュアチーム「徳島ヴォルティス・カバロス」に移行した（その後カバロスは、2006年四国リーグ昇格を機に「徳島ヴォルティス・アマチュア」に、2008年には「徳島ヴォルティス・セカンド」と名称を変更）。主として将来のプロ入りや国民体育大会出場を目指すアマチュア選手によって構成し、プロチームとユースチームの中間的な位置づけとなった。その後、四国リーグ昇格2年目から優勝2回・2位2回と四国リーグを代表するチームとなったものの、クラブの財政的な問題により2010年シーズンをもって休部となった。
また、大塚製薬の社員選手は2006年に進路選択を迫られ、大場は現役を引退して社業に専念、片岡は徳島とプロ選手契約を結んで大塚製薬を退社、林は選手を引退して徳島のユースコーチに就任など、それぞれの道を歩んだ。

## 略歴
- 1955年 : 大塚製薬工場サッカー同好会として創部。[6]
- 1971年 : 全国社会人サッカー選手権大会に初参加。
- 1973年 : 天皇杯全日本サッカー選手権大会に初出場。
- 1977年 : 四国サッカーリーグに参加。
- 1988年：新生大塚製薬サッカー部が発足。[6]
- 1990年 : 日本サッカーリーグ（JSL）2部へ昇格。
- 1992年 : ジャパンフットボールリーグ（旧JFL）へ参加。
- 1994年 : 大塚FCヴォルティス徳島へ改称。
- 1999年 : 日本フットボールリーグ（JFL）へ参加。大塚製薬サッカー部へ改称。
- 2003年 : JFLで優勝。
- 2004年 : JFLで優勝（連覇）。徳島ヴォルティス株式会社が設立。

## チーム成績・歴代監督
| 年度    | 所属      | 順位 | 勝点 | 試合 | 勝 | 分 | 敗 | 得点 | 失点 | 差  | JSL杯     | 監督       |
| 1977    | 四国      | 3位  | 18   | 14   | 8  | 2  | 4  | 47   | 31   | +16 | -         | -          |
| 1978    | 四国      | 優勝 | 22   | 14   | 11 | 0  | 3  | 50   | 16   | +34 | -         | -          |
| 1979    | 四国      | 優勝 | 20   | 14   | 8  | 4  | 2  | 48   | 20   | +28 | -         | -          |
| 1980    | 四国      | 2位  | 21   | 14   | 10 | 1  | 3  | 62   | 16   | +46 | -         | -          |
| 1981    | 四国      | 優勝 | 23   | 14   | 10 | 3  | 1  | 38   | 15   | +23 | -         | -          |
| 1982    | 四国      | 6位  | 13   | 14   | 6  | 1  | 7  | 27   | 32   | -5  | -         | -          |
| 1983    | 四国      | 3位  | 20   | 16   | 8  | 4  | 4  | 40   | 29   | +11 | -         | -          |
| 1984    | 四国      | 8位  | 6    | 14   | 1  | 4  | 9  | 21   | 44   | -23 | -         | -          |
| 1985    | 徳島県    |      |      |      |    |    |    |      |      |     | -         | -          |
| 1986    | 徳島県    |      |      |      |    |    |    |      |      |     | -         | -          |
| 1987    | 徳島県    |      |      |      |    |    |    |      |      |     | -         | -          |
| 1988    | 徳島県    | 優勝 |      |      |    |    |    |      |      |     | -         | 山出邦男   |
| 1989    | 四国      | 優勝 | 27   | 14   | 13 | 1  | 0  | 85   | 8    | +77 | -         | 山出邦男   |
| 1990/91 | JSL 2部   | 10位 | 35   | 30   | 11 | 2  | 17 | 32   | 44   | -12 | 1回戦敗退 | 山出邦男   |
| 1991/92 | JSL 2部   | 6位  | 50   | 30   | 15 | 5  | 10 | 45   | 32   | +13 | 1回戦敗退 | 山出邦男   |
| 1992    | 旧JFL 1部 | 8位  | 18   | 18   | 4  | 6  | 8  | 17   | 29   | -12 | -         | 山出邦男   |
| 1993    | 旧JFL 1部 | 4位  | -    | 18   | 10 | -  | 8  | 33   | 39   | -6  | -         | 石井肇     |
| 1994    | 旧JFL     | 6位  | -    | 30   | 18 | -  | 12 | 63   | 46   | +17 | -         | 石井肇     |
| 1995    | 旧JFL     | 5位  | 57   | 30   | 19 | -  | 11 | 53   | 28   | +25 | -         | 石井肇     |
| 1996    | 旧JFL     | 7位  | 55   | 30   | 18 | -  | 12 | 56   | 41   | +15 | -         | エジーニョ |
| 1997    | 旧JFL     | 7位  | 41   | 30   | 14 | -  | 16 | 50   | 45   | +5  | -         | エジーニョ |
| 1998    | 旧JFL     | 9位  | 38   | 30   | 14 | -  | 16 | 58   | 48   | +10 | -         | エジーニョ |
| 1999    | JFL       | 6位  | 25   | 24   | 8  | 2  | 14 | 35   | 47   | -12 | -         | 田中真二   |
| 2000    | JFL       | 4位  | 40   | 22   | 14 | 0  | 8  | 57   | 37   | +20 | -         | 田中真二   |
| 2001    | JFL       | 2位  | 68   | 30   | 21 | 5  | 4  | 78   | 35   | +43 | -         | 田中真二   |
| 2002    | JFL       | 3位  | 37   | 17   | 10 | 7  | 0  | 38   | 22   | +16 | -         | 田中真二   |
| 2003    | JFL       | 優勝 | 72   | 30   | 23 | 3  | 4  | 65   | 21   | +44 | -         | 田中真二   |
| 2004    | JFL       | 優勝 | 78   | 30   | 25 | 3  | 2  | 74   | 20   | +54 | -         | 田中真二   |

## タイトル

### リーグ戦
- 日本フットボールリーグ
  - 優勝 : 2回 (2003年、2004年)
  - 準優勝 : 1回 (2001年)
  - 3位 : 1回 (2002年)
- 四国サッカーリーグ
  - 優勝 : 4回 (1978年、1979年、1981年、1989年)
  - 準優勝 : 1回 (1980年)
  - 3位 : 2回 (1977年、1983年)

### カップ戦他
- 全国地域サッカーリーグ決勝大会
  - 準優勝 : 1回 (1989年)

### 個人
- ジャパンフットボールリーグ
  - ベストイレブン
    - 1994年 : ワグネル
    - 1995年 : 本吉剛
    - 1997年 : 関口隆男
- 日本フットボールリーグ
  - 最優秀選手（MVP）
    - 2003年 : 吉成浩司
    - 2004年 : 林威宏

  - 得点王
    - 2004年 : 林威宏

  - ベストイレブン
    - 2001年 : 谷池洋平、林威宏
    - 2002年 : 谷池洋平、吉成浩司、片岡功二、林威宏
    - 2003年 : 川北裕介、谷池洋平、石川裕司、吉成浩司、筒井紀章
    - 2004年 : 谷池洋平、石川裕司、片岡功二、筒井紀章、林威宏、大島康明

  - 敢闘賞
    - 2002年 : 関口隆男

  - 新人王
    - 1999年 : 林威宏
    - 2000年 : 島田周輔
    - 2002年 : 町中大輔
    - 2003年 : 川北裕介
    - 2004年 : 鎌田祥平

  - 功労賞
    - 2001年 : 小賀正條

  - 最優秀監督
    - 2004年 : 田中真二

## 背番号
出典:
| No. | 1990       | 1991       | 1992       | 1993       | 1994     | 1995         | 1996           | 1997       | 1998       | 1999       | 2000     | 2001       | 2002       | 2003       | 2004       |
| 1   | 松橋豊     | 寺尾博     | 松橋豊     | 松橋豊     | 松橋豊   | 櫛引実       | 松橋豊         | 松橋豊     | 松橋豊     | 監物政希   | 監物政希 | 監物政希   | 迫秀男     | 山口篤史   | 川北裕介   |
| 2   | 佐河政治   | 梶本孝昭   | 梶本孝昭   | 梶本孝昭   | 梶本孝昭 | 梶本孝昭     | 平岡靖成       | 西本豊     | 西本豊     | 関口泰章   | 関口泰章 | 関口泰章   | 上赤坂佳孝 | 谷奥優作   | 谷奥優作   |
| 3   | 斉藤清孝   | 斉藤清孝   | 斉藤清孝   | 花垣龍二   | 花垣龍二 | 花垣龍二     | 花垣龍二       | 福重良一   | 福重良一   | 藤原雅之   | 藤原雅之 | 藤原雅之   | 石川裕司   | 石川裕司   | 石川裕司   |
| 4   | 笠原健     | 笠原健     | 笠原健     | 笠原健     | 笠原健   | 笠原健       | 笠原健         | 笠原健     | 笠原健     | 小井土佳央 | --       | 大谷祐馬   | 大谷祐馬   | 大谷祐馬   | 鎌田祥平   |
| 5   | 山田和弘   | 山田和弘   | 山田和弘   | 山田和弘   | 高本浩司 | 高本浩司     | 本吉剛         | 高尾敬治   | 高尾敬治   | 大場啓     | 野口大悟 | 野口大悟   | 土居義典   | 筒井紀章   | 筒井紀章   |
| 6   | 新田広一郎 | 新田広一郎 | 新田広一郎 | 新田広一郎 | 大橋進一 | 本吉剛       | アレシャンドレ | 川田信茂   | 小井土佳央 | 古賀秀樹   | 古賀秀樹 | 古賀秀樹   | 古賀秀樹   | 大場啓     | 大場啓     |
| 7   | 青木一義   | 青木一義   | 古川保教   | 古川保教   | 阿井達也 | 阿井達也     | 平田英治       | 平田英治   | 平田英治   | 吉成浩司   | 吉成浩司 | 吉成浩司   | 吉成浩司   | 吉成浩司   | 原田慎太郎 |
| 8   | 三好光一郎 | 三好光一郎 | 三好光一郎 | 三好光一郎 | マルサオ | レェ         | 荒井信行       | 荒井信行   | 筒井紀章   | 横瀬善行   | 横瀬善行 | 横瀬善行   | 横瀬善行   | 横瀬善行   | 横瀬善行   |
| 9   | 大本典和   | 大本典和   | 王宝山     | ワグネル   | ワグネル | ワグネル     | レェ           | 吉田悟     | 秋元利幸   | 林威宏     | 林威宏   | 林威宏     | 林威宏     | 林威宏     | 林威宏     |
| 10  | 吉村一人   | 吉村一人   | 吉村一人   | 吉村一人   | レェ     | ジュニーニョ | ジュニーニョ   | 関口隆男   | 関口隆男   | 関口隆男   | 関口隆男 | 関口隆男   | 関口隆男   | 関口隆男   | 大島康明   |
| 11  | 米田太志   | 米田太志   | 平内秀司   | 平内秀司   | 河村孝   | アウミール   | アウミール     | 磯山和司   | 磯山和司   | 片岡功二   | 片岡功二 | 片岡功二   | 片岡功二   | 片岡功二   | 片岡功二   |
| 12  | 高岡真仁   | 中田仁司   | 山中英勇   | 山中英勇   | 山中英勇 | 平田英治     | 川田信茂       | 古賀秀樹   | 古賀秀樹   | 福谷祥伯   | 福谷祥伯 | サポーター | サポーター | サポーター | サポーター |
| 13  | 古川保教   | 古川保教   | 花垣龍二   | 関口隆男   | 関口隆男 | 関口隆男     | 関口隆男       | 秋元利幸   | 藤原雅之   | 桑山照     | 桑山照   | 行友亮二   | 行友亮二   | 大島康明   | 山田祥史   |
| 14  | 佐々木伸   | 木下一利   | 木下一利   | 木下一利   | 坊野竜也 | 吉田悟       | 吉田悟         | 大場啓     | 大場啓     | 中村貴之   | 大場啓   | 大場啓     | 大場啓     | 原田慎太郎 | 田中大輔   |
| 15  | 高本浩司   | 高本浩司   | 高本浩司   | 高本浩司   | 荒井信行 | 荒井信行     | 土居義典       | 横瀬善行   | 横瀬善行   | 高橋毅     | 筒井紀章 | 筒井紀章   | 筒井紀章   | 平岩裕治   | 冨士祐樹   |
| 16  | 林勝也     | 三森敏雄   | 三森敏雄   | 三森敏雄   | 藤田善浩 | 藤田善浩     | 古川毅         | 小井土佳央 | 関口泰章   | 柘植竜治   | 柘植竜治 | 大島康明   | 大島康明   | 町中大輔   | 町中大輔   |
| 17  | 梶本孝昭   | 関口隆男   | 伊藤直樹   | 伊藤直樹   | マリオ   | 塩谷伸介     | 秋元利幸       | 片岡功二   | 片岡功二   | 野口大悟   | 上田晋也 | 上田晋也   | 上田晋也   | 上田晋也   | 上田晋也   |
| 18  | 倉田裕二   | 東秀次     | 大橋進一   | 大橋進一   | 川地貴裕 | 川地貴裕     | 川地貴裕       | 川地貴裕   | 川地貴裕   | 川地貴裕   | 梶井剛志 | 梶井剛志   | 平岩裕治   | 大坪博和   | 大坪博和   |
| 19  | 関口隆男   | 伊藤直樹   | 堀口英明   | 堀口英明   | 神田勝利 | 古屋和也     | 西本豊         | 中村貴之   | 中村貴之   | 笠原宗太   | 大谷祐馬 | 岡本淳一   | 岡本淳一   | 川口正人   | 川口正人   |
| 20  | 高橋哲雄   | 堀口英明   | 高橋昌也   | 高橋昌也   | 高尾敬治 | 高尾敬治     | 高尾敬治       | 筒井紀章   | 林威宏     | 中村健     | 行友亮二 | 石川裕司   | 大坪博和   | 行友亮二   | 行友亮二   |
| 21  | 寺尾博     | 松橋豊     | 櫛引実     | 櫛引実     | 櫛引実   | 松橋豊       | 川島透         | 川島透     | 川島透     | 迫秀男     | 迫秀男   | 迫秀男     | 監物政希   | 監物政希   | 山口篤史   |
| 22  | 三森敏雄   | 高橋昌也   | 中田仁司   | マリオ     | 松下豊   | 川田信茂     | 古賀秀樹       | 関口泰章   | 高橋毅     | 山口篤史   | 山口篤史 | 山口篤史   | 山口篤史   | 川北裕介   | 竹中修平   |
| 23  | 石井肇     | 花垣龍二   | 田中賢二   | 田中賢二   | 堀哲也   | 秋元利幸     | 大場啓         | 平尾嘉崇   | 桑山照     | --         | 島田周輔 | 平岩裕治   | 町中大輔   | 中尾拓     | 中尾拓     |
| 24  | 金南杓     | 段挙       | 保田義忠   | 保田義忠   | 塩谷伸介 | 土居義典     | 中村貴之       | 松岡輝好   | 福谷祥伯   | --         | 岡本淳一 | 竹森一明   | 竹森一明   | 黄永宗     | 小山拓土   |
| 25  | --         | 王宝山     | 関口隆男   | 坊野竜也   | 竹田憲彦 | 西本豊       | 片岡功二       | 高橋毅     | 吉成浩司   | --         | --       | 谷池洋平   | 谷池洋平   | 谷池洋平   | 谷池洋平   |
| 26  | --         | --         | 唐堯東     | 藤田善浩   | 平岡靖成 | 平岡靖成     | --             | --         | アウミール | --         | --       | --         | --         | --         | --         |
| 27  | --         | --         | ビルッカ   | ペドロ     | 古賀秀樹 | 古賀秀樹     | --             | --         | --         | --         | --       | --         | --         | --         | --         |
| 28  | --         | --         | --         | 佐藤清孝   | 和泉聡   | 古川毅       | --             | --         | --         | --         | --       | --         | --         | --         | --         |
| 29  | --         | --         | --         | 荒井信行   | 岩切健浩 | --           | --             | --         | --         | --         | --       | --         | --         | --         | --         |
| 30  | 坂田裕二   | 坂田裕二   | 坂田裕二   | 坂田裕二   | 影山啓自 | 監物政希     | 監物政希       | 監物政希   | 監物政希   | --         | --       | --         | --         | --         | --         |
| 31  | --         | 櫛引実     | 影山啓自   | 影山啓自   | 迫秀男   | 迫秀男       | 迫秀男         | 迫秀男     | 迫秀男     | --         | --       | --         | --         | --         | 監物政希   |
| 32  | --         | --         | --         | 堀哲也     | --       | --           | --             | --         | --         | --         | --       | --         | --         | --         | 相原辰也   |
| 33  | --         | --         | --         | 塩谷伸介   | --       | --           | --             | --         | --         | --         | --       | --         | --         | --         | --         |
| 34  | --         | --         | --         | 和泉聡     | --       | --           | --             | --         | --         | --         | --       | --         | --         | --         | --         |
| 35  | --         | --         | --         | 古賀秀樹   | --       | --           | --             | --         | --         | --         | --       | --         | --         | --         | --         |

## 主催試合の開催競技場

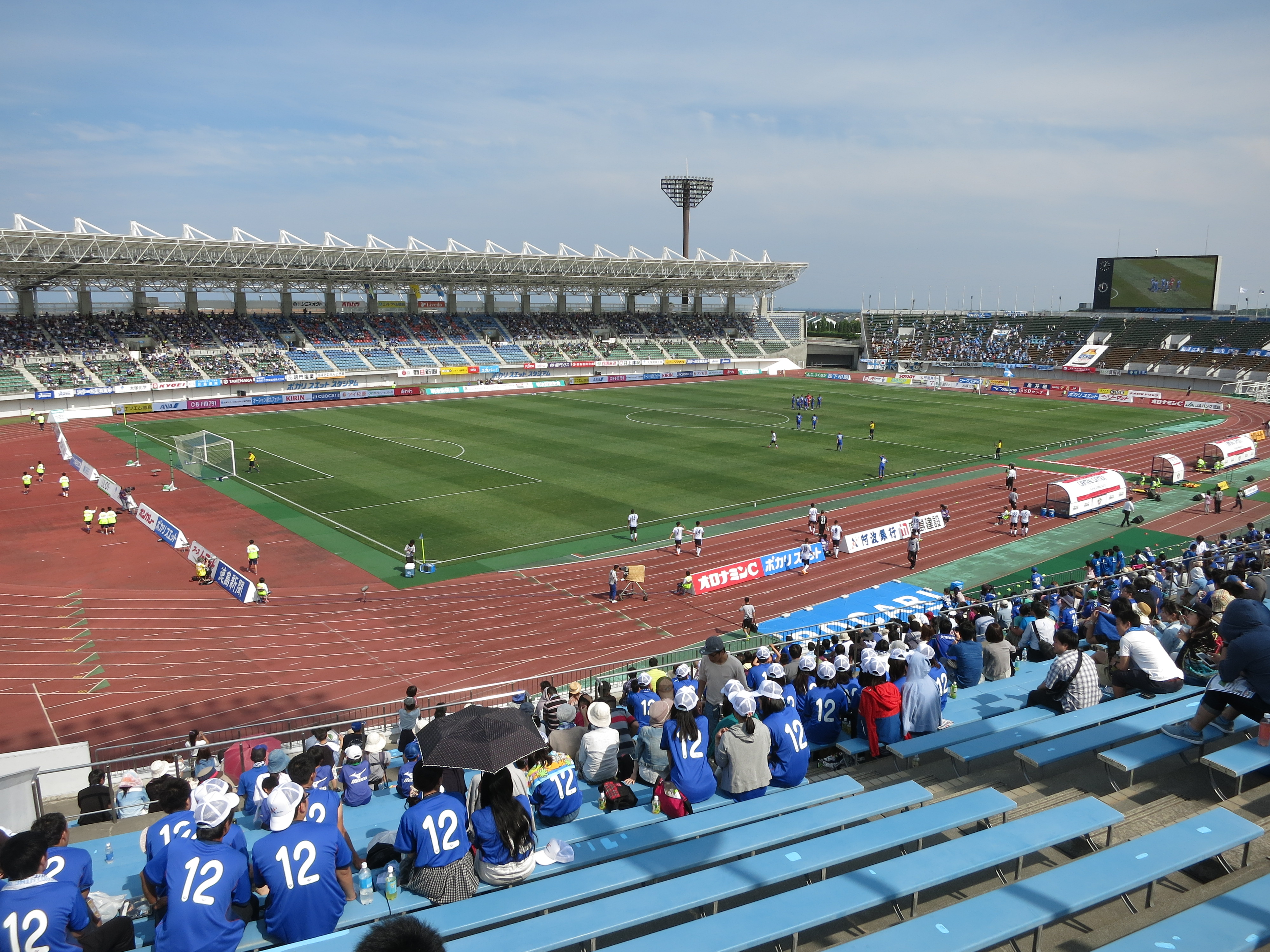
徳島県鳴門総合運動公園陸上競技場

- -1993年　大塚製薬（株）徳島工場グラウンド

ナイター設備があるため、実際ここでジャパンフットボールリーグのナイトゲームも行われた
- 1994年-2004年　徳島県鳴門総合運動公園陸上競技場・徳島市球技場

旧JFL時代は夏季・及び平日のナイターは鳴門、週末・祝日のデーゲームは徳島で試合をしていた。JFL時代の開催スタジアムは下表の通り。

## 年度別入場者数
- 鳴門陸：徳島県鳴門総合運動公園陸上競技場、徳島：徳島市球技場
- 入場者数の太字は歴代最多および歴代最少。
- 試合数および観客入場者数データはリーグ戦のみ

| 年度 | 所属 | 合計 入場者数 |          | 最多入場者数 | 最多入場者数 | 最多入場者数 |        | 最少入場者数 | 最少入場者数 | 最少入場者数 |                       | 平均 入場者数 | 試合数 | ホームゲーム 開催スタジアム |
| 年度 | 所属 | 合計 入場者数 | 入場者数 | 相手         | 会場         | 入場者数     | 相手   | 会場         |              |              |                       | 平均 入場者数 | 試合数 | ホームゲーム 開催スタジアム |
| ---- | ---- | ------------- | -------- | ------------ | ------------ | ------------ | ------ | ------------ | ------------ | ------------ | --------------------- | ------------- | ------ | --------------------------- |
| 1999 | JFL  | 6,803         |          | 2,039        | 横浜FC       | 鳴門陸       |        | 172          | ジヤトコ     | 香川サ       |                       | 567           | 12     | 徳島8、鳴門陸3、香川サ1     |
| 2000 | JFL  | 5,550         | 2,219    | 横浜FC       | 203          | 鳴門陸       | ソニー | 徳島         | 505          | 11           | 徳島10、鳴門陸1       |               |        |                             |
| 2001 | JFL  | 8,975         | 2,391    | 本田技研     | 284          | 鳴門陸       | SC鳥取 | 徳島         | 599          | 15           | 徳島9、鳴門陸5、丸亀1 |               |        |                             |
| 2002 | JFL  | 7,072         | 1,158    | 愛媛         | 205          | 鳴門陸       | P宮崎  | 徳島         | 786          | 9            | 鳴門陸5、徳島4        |               |        |                             |
| 2003 | JFL  | 11,720        | 1,765    | Honda        | 223          | 鳴門陸       | ソニー | 徳島         | 782          | 15           | 鳴門陸8、徳島7        |               |        |                             |
| 2004 | JFL  | 45,697        | 9,553    | 愛媛         | 707          | 鳴門陸       | ソニー | 鳴門陸       | 3,042        | 15           | 鳴門陸14、徳島1       |               |        |                             |